# Catedral de los Ángeles (Xichang)
La catedral de los Ángeles, comúnmente conocida como iglesia católica de Sichang, también conocida como iglesia de Yong'angong durante la era republicana (1912–1949), es la catedral católica de la diócesis de Ningyuan, situada en la calle de Sanya, Xichang (antiguamente conocida como Ningyuan o Sichang), en el País Nosu de Sichuan en el sudoeste de China. Desde 1957 está sometida al control de la Asociación Patriótica Católica China, sancionada por el estado.

## Historia
El catolicismo se introdujo en Ningyuan, tierra de las tribus de Nosu, en el siglo XVIII. El misionero francés Jean de Guébriant fue encargado de la labor evangelizadora en esta región por la Sociedad de las Misiones Extranjeras de París desde 1903. Bajo la supervisión de Guébriant, la construcción de la catedral de los Ángeles comenzó en 1908. La estructura constaba de la catedral, un campanario, un patio y la residencia episcopal. No se terminó hasta 1912. La forma arquitectónica se inspiró en la antigua arquitectura romana, mezclada con un llamativo estilo tradicional desarrollado en Sichuan, como se aprecia en las "cornisas volantes" de la parte superior de la fachada de la catedral, que son distintas de las que se encuentran en otras provincias de China.
En el lado este de la catedral se construyó el campanario con una cruz en la parte superior, que originalmente albergaba una campana fundida en Francia. Fue destruido en 1968 durante el movimiento de purga sociopolítica de la Revolución Cultural (1966–1976).

## Galería

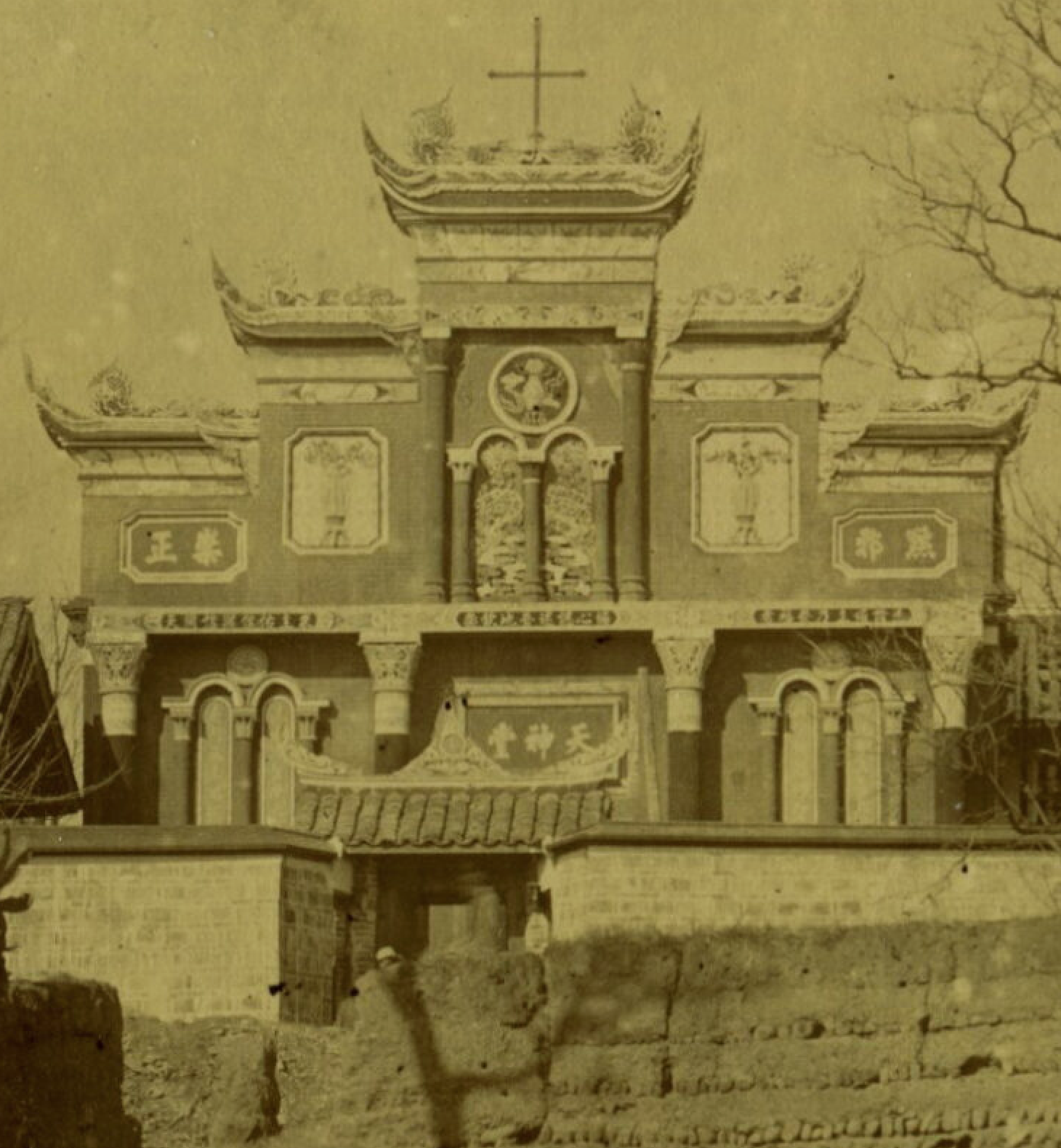
Detalle de la Catedral cerca de 1920
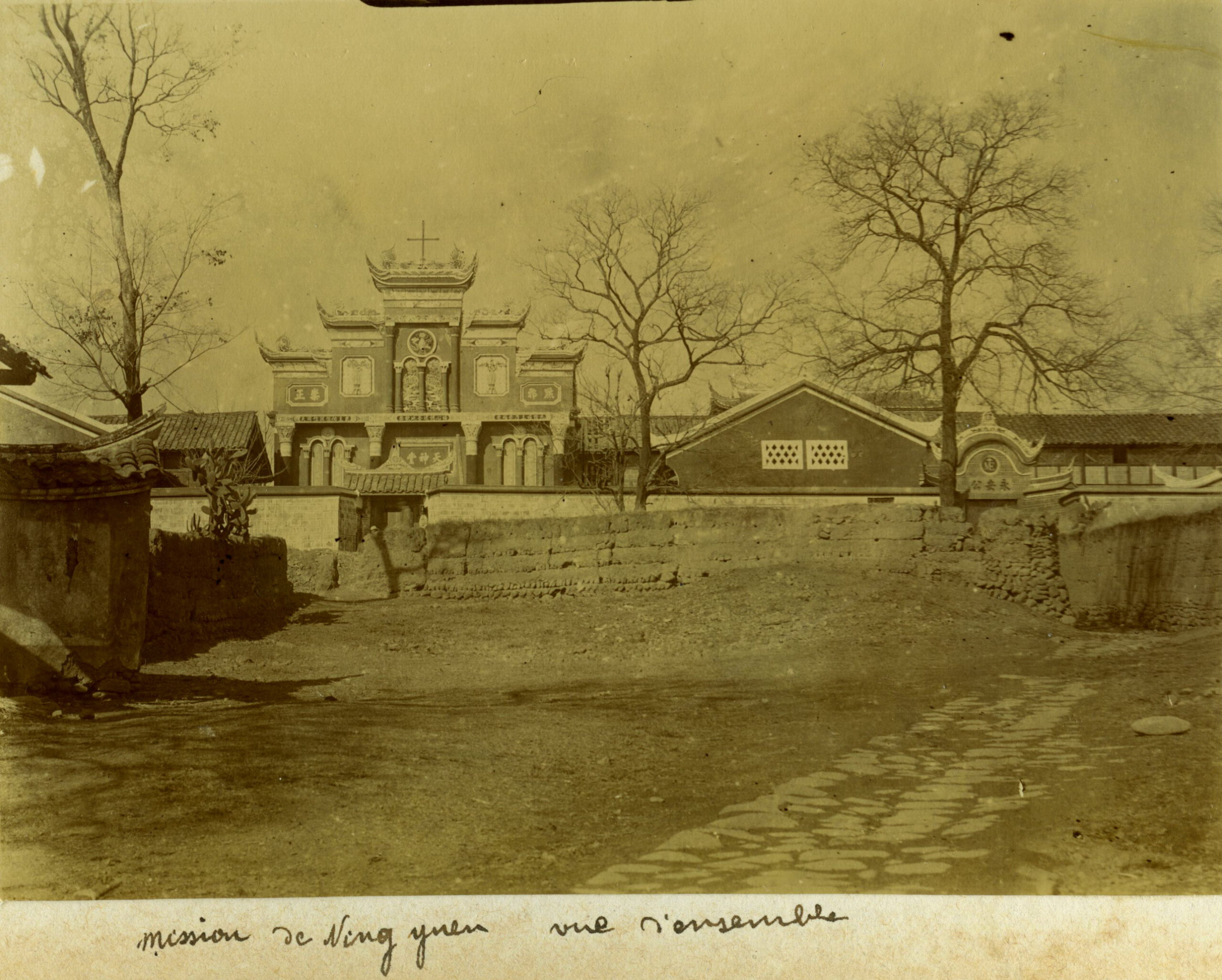
El complejo de la Catedral
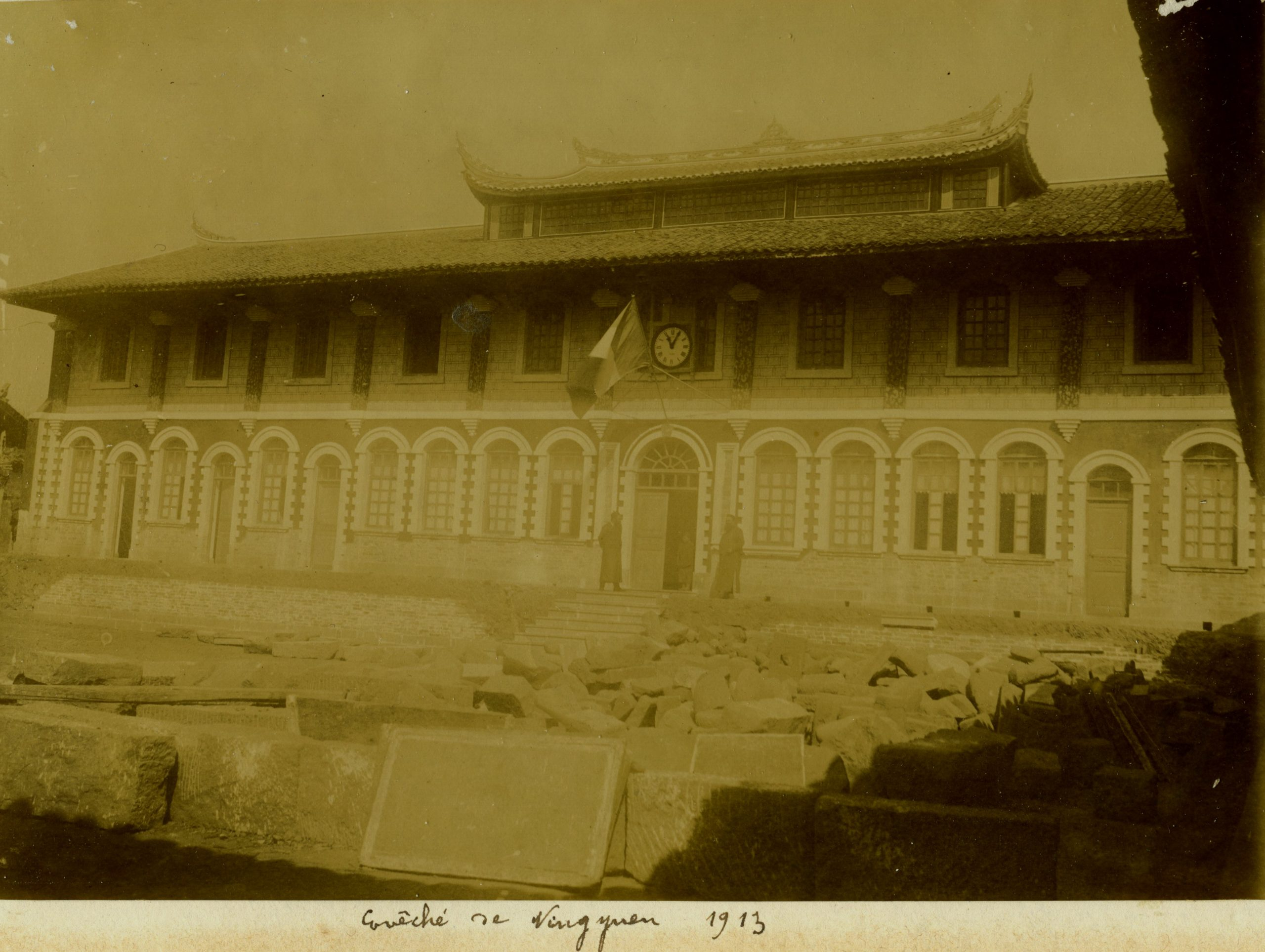
La Residencia del Obispo en 1913